# Western & Southern Open 2021
Western & Southern Open 2021, také známý pod názvem Cincinnati Masters 2021, byl společný tenisový turnaj mužského okruhu ATP Tour a ženského okruhu WTA Tour, hraný v areálu Lindner Family Tennis Center na otevřených dvorcích s tvrdým povrchem Laykold. Konal se mezi 15. až 22. srpnem 2021 v americkém městě Mason, ležícím přibližně 35 kilometrů od centra ohijského Cincinnati. Do Ohia se vrátil po roční pauze, když se Cincinnati Masters 2020 uskutečnil kvůli pandemii covidu-19 v New Yorku. Událost v roce 2021 probíhala jako 120. ročník mužského a 93. ročník ženského turnaje.  Naplněnost areálu činila 100 % divácké kapacity.
Mužská polovina dotovaná 5 404 435 americkými dolary se řadila do kategorie okruhu ATP Masters 1000. Ženská část s rozpočtem 2 114 989 dolarů patřila do kategorie WTA 1000. Turnaj představoval součást severoamerické US Open Series v jejím čtvrtém týdnu. 
Nejvýše nasazenými hráči v soutěžích dvouher se stali ruská světová dvojka Daniil Medveděv a v ženské části první hráčka žebříčku Ashleigh Bartyová z Austrálie. Jako poslední přímí účastníci do dvouher nastoupili 52. hráč pořadí, Srb Laslo Djere, a 46. žena klasifikace Dajana Jastremská z Ukrajiny.
Sedmnáctý singlový titul na okruhu ATP Tour, a pátý v sérii Masters, vyhrál Němec Alexander Zverev. Třináctou trofej z dvouhry okruhu WTA Tour vybojovala Australanka Ashleigh Bartyová. Mužský debl ovládl španělsko-argentinský pár Marcel Granollers a Horacio Zeballos, jehož členové získali šestou společnou trofej a čtvrtou ze série Masters. V ženské čtyřhře triumfovala australsko-čínská dvojice Samantha Stosurová a Čang Šuaj, jejíž členky si připsaly třetí sdílený titul.

## Rozdělení bodů a finančních odměn

### Rozdělení bodů
| Soutěž       | vítězové | finalisté | semifinalisté | čtvrtfinalisté | 16 v kole | 32 v kole | 64 v kole | Q  | Q2 | Q1 |
| ------------ | -------- | --------- | ------------- | -------------- | --------- | --------- | --------- | -- | -- | -- |
| dvouhra mužů | 1000     | 600       | 360           | 180            | 90        | 45        | 10        | 25 | 16 | 0  |
| čtyřhra mužů | 1000     | 600       | 360           | 180            | 90        | 0         | —         | —  | —  | —  |
| dvouhra žen  | 900      | 585       | 350           | 190            | 105       | 60        | 1         | 30 | 20 | 1  |
| čtyřhra žen  | 900      | 585       | 350           | 190            | 105       | 5         | —         | —  | —  | —  |

### Finanční odměny
| Soutěž       | vítězové  | finalisté | semifinalisté | čtvrtfinalisté | 16 v kole | 32 v kole | 64 v kole | Q2       | Q1      |
| ------------ | --------- | --------- | ------------- | -------------- | --------- | --------- | --------- | -------- | ------- |
| dvouhra mužů | 654 815 $ | 354 720 $ | 197 710 $     | 116 655 $      | 68 325 $  | 41 500 $  | 23 650 $  | 12 595 $ | 6 655 $ |
| dvouhra žen  | 255 220 $ | 188 945 $ | 100 250 $     | 47 820 $       | 24 200 $  | 15 330 $  | 12 385 $  | 7 258 $  | 3 745 $ |
| čtyřhra mužů | 159 030 $ | 102 000 $ | 63 960 $      | 40 710 $       | 23 260 $  | 12 910 $  | —         | —        | —       |
| čtyřhra žen  | 77 200 $  | 50 700 $  | 31 700 $      | 15 900 $       | 10 020 $  | 7 490 $   | —         | —        | —       |

## Dvouhra mužů

### Nasazení
| Stát                         | Hráč                  | ATP | Nasazení |
| ---------------------------- | --------------------- | --- | -------- |
| Rusko                        | Daniil Medveděv       | 2.  | 1.       |
| Řecko                        | Stefanos Tsitsipas    | 3.  | 2.       |
| Německo                      | Alexander Zverev      | 5.  | 3.       |
| Rusko                        | Andrej Rubljov        | 7.  | 4.       |
| Itálie                       | Matteo Berrettini     | 8.  | 5.       |
| Kanada                       | Denis Shapovalov      | 10. | 6.       |
| Španělsko                    | Pablo Carreño Busta   | 11. | 7.       |
| Norsko                       | Casper Ruud           | 12. | 8.       |
| Polsko                       | Hubert Hurkacz        | 13. | 9.       |
| Argentina                    | Diego Schwartzman     | 14. | 10.      |
| Itálie                       | Jannik Sinner         | 15. | 11.      |
| Kanada                       | Félix Auger-Aliassime | 16. | 12.      |
| Španělsko                    | Roberto Bautista Agut | 17. | 13.      |
| Austrálie                    | Alex de Minaur        | 18. | 14.      |
| Belgie                       | David Goffin          | 19. | 15.      |
| Chile                        | Cristian Garín        | 20. | 16.      |
| Žebříček ATP k 9. srpnu 2021 |                       |     |          |

### Jiné formy účasti
Následující hráči obdrželi divokou kartu do hlavní soutěže:
- Mackenzie McDonald
- Andy Murray
- Brandon Nakashima[12]
- Frances Tiafoe[12]

Následující hráč nastoupil do hlavní soutěže pod žebříčkovou ochranou:
- Guido Pella

Následující hráči postoupili z kvalifikace:
- Carlos Alcaraz
- Kevin Anderson
- Richard Gasquet
- Marcos Giron
- Corentin Moutet
- Jošihito Nišioka
- Tommy Paul

Následující hráči postoupil z kvalifikace jako tzv. šťastný poražený:
- Dominik Koepfer

### Odhlášení
před zahájením turnaje
- Borna Ćorić → nahradil jej  Sebastian Korda
- Novak Djoković → nahradil jej  Jan-Lennard Struff
- Roger Federer[13] → nahradil jej  Federico Delbonis
- Adrian Mannarino → nahradil jej  Miomir Kecmanović
- John Millman → nahradil jej  Dominik Koepfer
- Rafael Nadal → nahradil jej  Guido Pella
- Kei Nišikori → nahradil jej  Laslo Djere
- Milos Raonic → nahradil jej  Benoît Paire
- Dominic Thiem[14] → nahradil jej  Dominik Koepfer
- Stan Wawrinka[14] → nahradil jej  Dušan Lajović

## Mužská čtyřhra

### Nasazení
| Stát                                                                                  | Hráč                 | Stát               | Hráč             | ATP | Nasazení |
| ------------------------------------------------------------------------------------- | -------------------- | ------------------ | ---------------- | --- | -------- |
| Chorvatsko                                                                            | Nikola Mektić        | Chorvatsko         | Mate Pavić       | 3.  | 1.       |
| Španělsko                                                                             | Marcel Granollers    | Argentina          | Horacio Zeballos | 12. | 2.       |
| Kolumbie                                                                              | Juan Sebastián Cabal | Kolumbie           | Robert Farah     | 13. | 3.       |
| USA                                                                                   | Rajeev Ram           | Spojené království | Joe Salisbury    | 19. | 4.       |
| Německo                                                                               | Kevin Krawietz       | Rumunsko           | Horia Tecău      | 37. | 5.       |
| Austrálie                                                                             | John Peers           | Slovensko          | Filip Polášek    | 37. | 6.       |
| Polsko                                                                                | Łukasz Kubot         | Brazílie           | Marcelo Melo     | 37. | 7.       |
| Jižní Afrika                                                                          | Raven Klaasen        | Japonsko           | Ben McLachlan    | 51. | 8.       |
| Žebříček ATP k 9. srpnu 2021; číslo je součtem žebříčkového postavení obou členů páru |                      |                    |                  |     |          |

### Jiné formy účasti
Následující páry obdržely divokou kartu do hlavní soutěže:
- Steve Johnson /  Austin Krajicek
- Nicholas Monroe /  Frances Tiafoe
- Denis Shapovalov /  Jack Sock

Následující páry nastoupily do čtyřhry z pozice náhradníka:
- Marcelo Arévalo /  Fabio Fognini
- Aslan Karacev /  Dušan Lajović

### Odhlášení
před zahájením turnaje
- Wesley Koolhof /  Jean-Julien Rojer → nahradili je  Wesley Koolhof /  Jan-Lennard Struff
- Nicolas Mahut /  Fabrice Martin → nahradili je  Filip Krajinović /  Fabrice Martin
- Jamie Murray /  Max Purcell  → nahradili je  Aslan Karacev /  Dušan Lajović
- Denis Shapovalov /  Jack Sock → nahradili je  Marcelo Arévalo /  Fabio Fognini

## Ženská dvouhra

### Nasazení
| Stát                         | Hráčka                     | WTA | Nasazení |
| ---------------------------- | -------------------------- | --- | -------- |
| Austrálie                    | Ashleigh Bartyová          | 1.  | 1.       |
| Japonsko                     | Naomi Ósakaová             | 2.  | 2.       |
| Bělorusko                    | Aryna Sabalenková          | 3   | 3.       |
| Ukrajina                     | Elina Svitolinová          | 5.  | 4.       |
| Česko                        | Karolína Plíšková          | 6.  | 5.       |
| Polsko                       | Iga Świąteková             | 7.  | 6.       |
| Kanada                       | Bianca Andreescuová        | 8.  | 7.       |
| Španělsko                    | Garbiñe Muguruzaová        | 9.  | 8.       |
| Česko                        | Barbora Krejčíková         | 10. | 9.       |
| Švýcarsko                    | Belinda Bencicová          | 11. | 10.      |
| Česko                        | Petra Kvitová              | 12. | 11.      |
| Rumunsko                     | Simona Halepová            | 13. | 12.      |
| USA                          | Jennifer Bradyová          | 14. | 13.      |
| Bělorusko                    | Viktoria Azarenková        | 15. | 14.      |
| Belgie                       | Elise Mertensová           | 16. | 15.      |
| Rusko                        | Anastasija Pavljučenkovová | 17. | 16.      |
| Žebříček WTA k 9. srpnu 2021 |                            |     |          |

### Jiné formy účasti
Následující hráčky obdržely divokou kartu do hlavní soutěže:
- Caty McNallyová[15]
- Bernarda Peraová[12]
- Sloane Stephensová[16]
- Samantha Stosurová[12]
- Jil Teichmannová[12]

Následující hráčka obdržela do dvouhry zvláštní výjimku:
- Camila Giorgiová

Následující hráčky postoupily z kvalifikace:
- Leylah Fernandezová
- Caroline Garciaová
- Sie Šu-wej
- Jasmine Paoliniová
- Ljudmila Samsonovová
- Aljaksandra Sasnovičová
- Heather Watsonová
- Čang Šuaj

Následující hráčka postoupila z kvalifikace jako tzv. šťastná poražená:
- Rebecca Petersonová

#### Odhlášení
před zahájením turnaje
- Sofia Keninová[12] → nahradila ji  Magda Linetteová
- Anastasija Pavljučenkovová → nahradila ji  Rebecca Petersonová
- Serena Williamsová[12] → nahradila ji  Dajana Jastremská

v průběhu turnaje
- Simona Halepová

### Skrečování
- Paula Badosová
- Jennifer Bradyová
- Danielle Collinsová
- Petra Kvitová
- Karolína Muchová

## Ženská čtyřhra

### Nasazení
| Stát                                                                                    | Hráčka             | Stát             | Hráčka              | WTA | Nasazení |
| --------------------------------------------------------------------------------------- | ------------------ | ---------------- | ------------------- | --- | -------- |
| Čínská Tchaj-pej                                                                        | Sie Šu-wej         | Belgie           | Elise Mertensová    | 3.  | 1.       |
| Česko                                                                                   | Barbora Krejčíková | Česko            | Kateřina Siniaková  | 11. | 2.       |
| Japonsko                                                                                | Šúko Aojamová      | Japonsko         | Ena Šibaharaová     | 18. | 3.       |
| USA                                                                                     | Nicole Melicharová | Nizozemsko       | Demi Schuursová     | 23. | 4.       |
| Chile                                                                                   | Alexa Guarachiová  | USA              | Desirae Krawczyková | 33. | 5.       |
| Kanada                                                                                  | Gabriela Dabrowská | Brazílie         | Luisa Stefaniová    | 37. | 6.       |
| Čínská Tchaj-pej                                                                        | Čan Chao-čching    | Čínská Tchaj-pej | Latisha Chan        | 40. | 7.       |
| Chorvatsko                                                                              | Darija Juraková    | Slovinsko        | Andreja Klepačová   | 44. | 8.       |
| Žebříček WTA k 9. srpnu 2021; číslo je součtem žebříčkového postavení obou členek páru. |                    |                  |                     |     |          |

### Jiné formy účasti
Následující pár obdržel divokou kartu do hlavní soutěže:
- Magda Linetteová /  Bernarda Peraová
- Emma Navarrová /  Peyton Stearnsová

Následující páry nastoupily pod žebříčkovou ochranou:
- Anna Danilinová /  Jaroslava Švedovová
- Ons Džabúrová /  Sania Mirzaová
- Galina Voskobojevová /  Věra Zvonarevová

### Odhlášení
v průběhu turnaje
- Sofia Keninová /  Jeļena Ostapenková → nahradily je  Jeļena Ostapenková /  Jil Teichmannová
- Veronika Kuděrmetovová /  Jelena Vesninová → nahradily je  Anna Blinkovová /  Aljaksandra Sasnovičová

## Přehled finále

### Mužská dvouhra
- Alexander Zverev vs.  Andrej Rubljov, 6–2, 6–3

### Ženská dvouhra
- Ashleigh Bartyová vs.  Jil Teichmannová, 6–3, 6–1

### Mužská čtyřhra
- Marcel Granollers /  Horacio Zeballos vs.  Steve Johnson /  Austin Krajicek, 7–6(7–5), 7–6(7–5)

### Ženská čtyřhra
- Samantha Stosurová /  Čang Šuaj vs.  Gabriela Dabrowská /  Luisa Stefaniová, 7–5, 6–3